# Alexis Canoz
Alexis Canoz (Sellières, 8 settembre 1805 – Tiruchirappalli, 2 dicembre 1888) è stato un missionario e vescovo cattolico francese.

## Biografia
Iniziò gli studi a Dole e Lons-le-Saunier e nell'agosto 1824 iniziò il noviziato tra i gesuiti di Montrouge. Costretto a lasciare la Francia nel 1830 per lo scoppio della rivoluzione di luglio, si trasferì a Briga, in Svizzera, e fu ordinato prete a Sion il 24 agosto 1832 dal vescovo locale Moritz-Fabian Roten. Fece l'anno della terza probazione ad Avignone e professò i voti solenni 2 febbraio 1838. Trascorse un periodo nella casa gesuita di Lalouvesc dedicandosi alla predicazioni delle missioni popolari nel Vivarese.
Nel 1839 i superiori lo inviarono nelle Indie orientali e lo assegnarono alla missione del Maduré e l'8 maggio 1844 fu nominato superiore regolare della missione, con residenza a Trichinopoly.
Fu preconizzato vescovo di Tamaso in partibus e vicario apostolico del Maduré nel concistoro del 19 maggio 1846: fu consacrato dal carmelitano scalzo Luigi di Santa Teresa Martini, arcivescovo di Cirro in partibus e vicario apostolico del Malabar.
Dal 1858 al 1861 fu amministratore apostolico del vicariato di Bombay, che il missionario cappuccino Anastasius Hartmann aveva ceduto ai gesuiti.
A seguito dello stabilimento della gerarchia cattolica in India nel 1886, Canoz divenne il primo vescovo residenziale di Trichinopoly.
Fu canonico onorario del capitolo cattedrale di Saint-Claude e, giunto a Roma in occasione del 18º centenario del martirio dei santi Pietro e Paolo, il 17 giugno 1867 papa Pio IX gli conferì il titolo di Assistente al Soglio Pontificio.
È tra i padri del primo concilio Vaticano.

## Genealogia episcopale e successione apostolica
La genealogia episcopale è:
- Cardinale Guillaume d'Estouteville, O.S.B. Clun.
- Papa Sisto IV
- Papa Giulio II
- Cardinale Raffaele Riario
- Papa Leone X
- Papa Paolo III
- Cardinale Francesco Pisani
- Cardinale Alfonso Gesualdo
- Papa Clemente VIII
- Cardinale Pietro Aldobrandini
- Cardinale Laudivio Zacchia
- Cardinale Antonio Barberini, O.F.M. Cap.
- Cardinale Marcantonio Franciotti
- Cardinale Giambattista Spada
- Cardinale Carlo Pio di Savoia
- Arcivescovo Giacomo Palafox y Cardona
- Cardinale Luis Manuel Fernández de Portocarrero-Bocanegra y Moscoso-Osorio
- Patriarca Pedro Portocarrero y Guzmán
- Vescovo Silvestre García Escalona
- Vescovo Julián Domínguez y Toledo
- Vescovo Pedro Manuel Dávila Cárdenas
- Arcivescovo Domingo Pantaleón Álvarez de Abreu
- Arcivescovo Manuel José Rubio y Salinas
- Vescovo Manuel de Matos, O.F.M. Disc.
- Vescovo Juan de La Fuente Yepes
- Vescovo Pierre Brigot, M.E.P.
- Vescovo Luigi (Luigi Maria di Gesù) Pianazzi, O.C.D.
- Vescovo Antonio Ramazzini, O.C.D.
- Vescovo Francesco Saverio Pescetto, O.C.D.
- Arcivescovo Luigi di Santa Teresa Martini, O.C.D.
- Vescovo Alexis Canoz, S.I.

La successione apostolica è:
- Vescovo Joseph-Auguste Chevalier, M.E.P. (1874)
- Vescovo Clemente Pagnani, O.S.B. (1879)